# Секрет фірми
Секре́т фі́рми — технічне рішення, яке фірма вважає недоцільним патентувати з певних причин, наприклад, через труднощі контролю при використанні винаходу, і тримати винахід у секреті від конкурентів.
Наприклад, Секрет фірми Кока-кола. Нюанси пропорцій напою тримаються компанією «Кока-Кола» в найсуворішому секреті і становлять комерційну таємницю.